# Capilla de las Clarisas (Santa Rosa de Osos)
La Capilla de San Francisco y Santa Clara de Asís, o Capilla de las Clarisas como se conoce popularmente, debido a que es propiedad de la Orden de las Hermanas Pobres de Santa Clara; es un templo Cristiano-Católico. Perteneciente a la Diócesis de Santa Rosa de Osos; ubicado en esta misma ciudad. Está dedicada a San Francisco y Santa Clara de Asís.
Se creó como templo a raíz de la idea de reconstruir el monasterio de las Hermanas Clarisas de Santa Rosa de Osos que estaba ubicado al lado de la capilla de San Francisco en el Parque Berrío; pues este se había agrietado a raíz de un terremoto ocurrido en 1930; esto motivó a monseñor Jesús María Urrea, vicario general de la Diócesis a apoyar el proyecto y a ofrecer construir una capilla a la madre Santa Clara si le concedía una gracia especial.
Monseñor Gerardo Martínez Madrigal, regala el terreno donde serían construidos la capilla y el monasterio; y en 1943 se bendijo la primera piedra de la capilla.

Para 1949 la congregación de Hermanas Clarisas se trasladó hacia el nuevo monasterio y  por ende a la capilla.

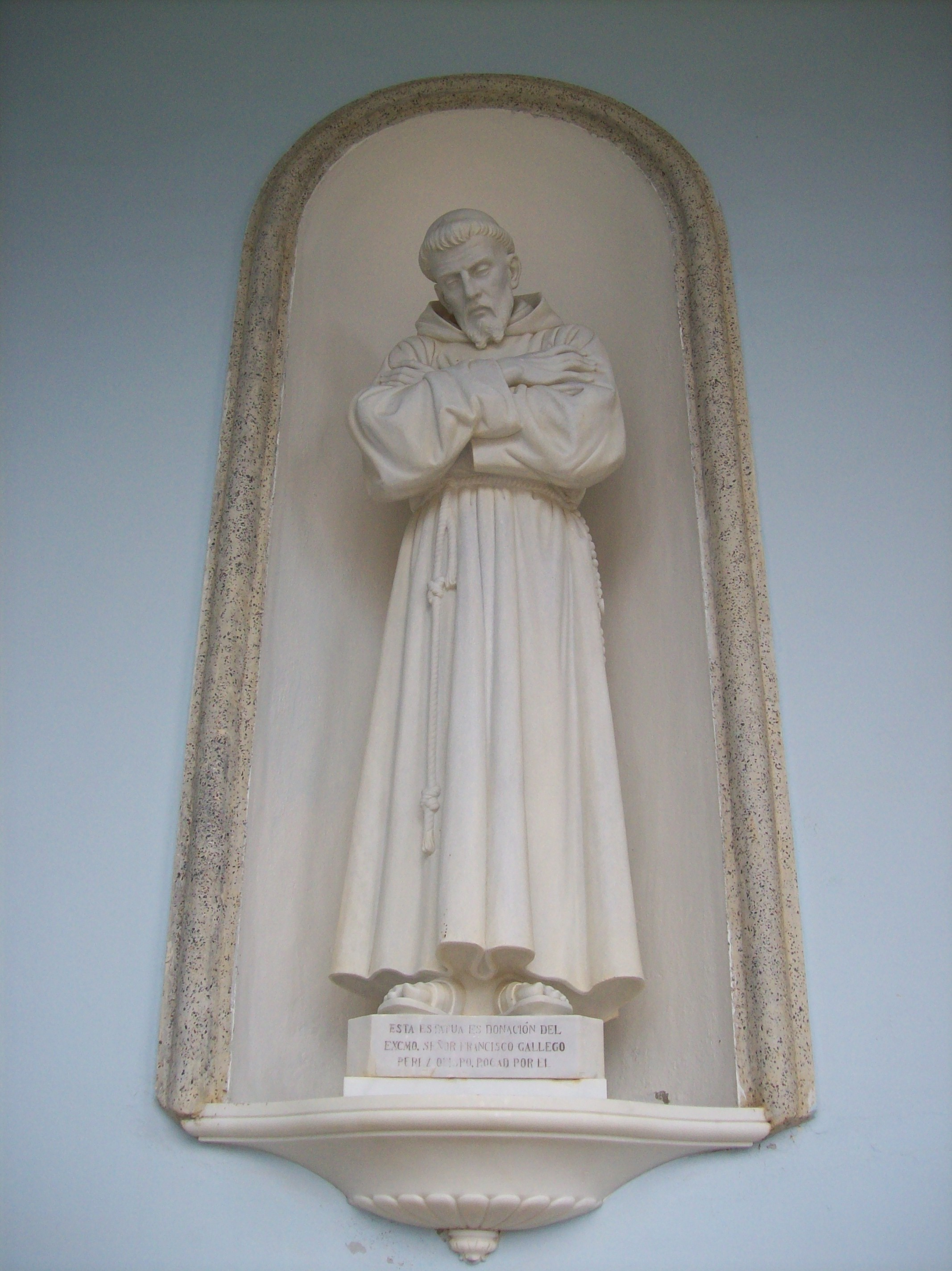
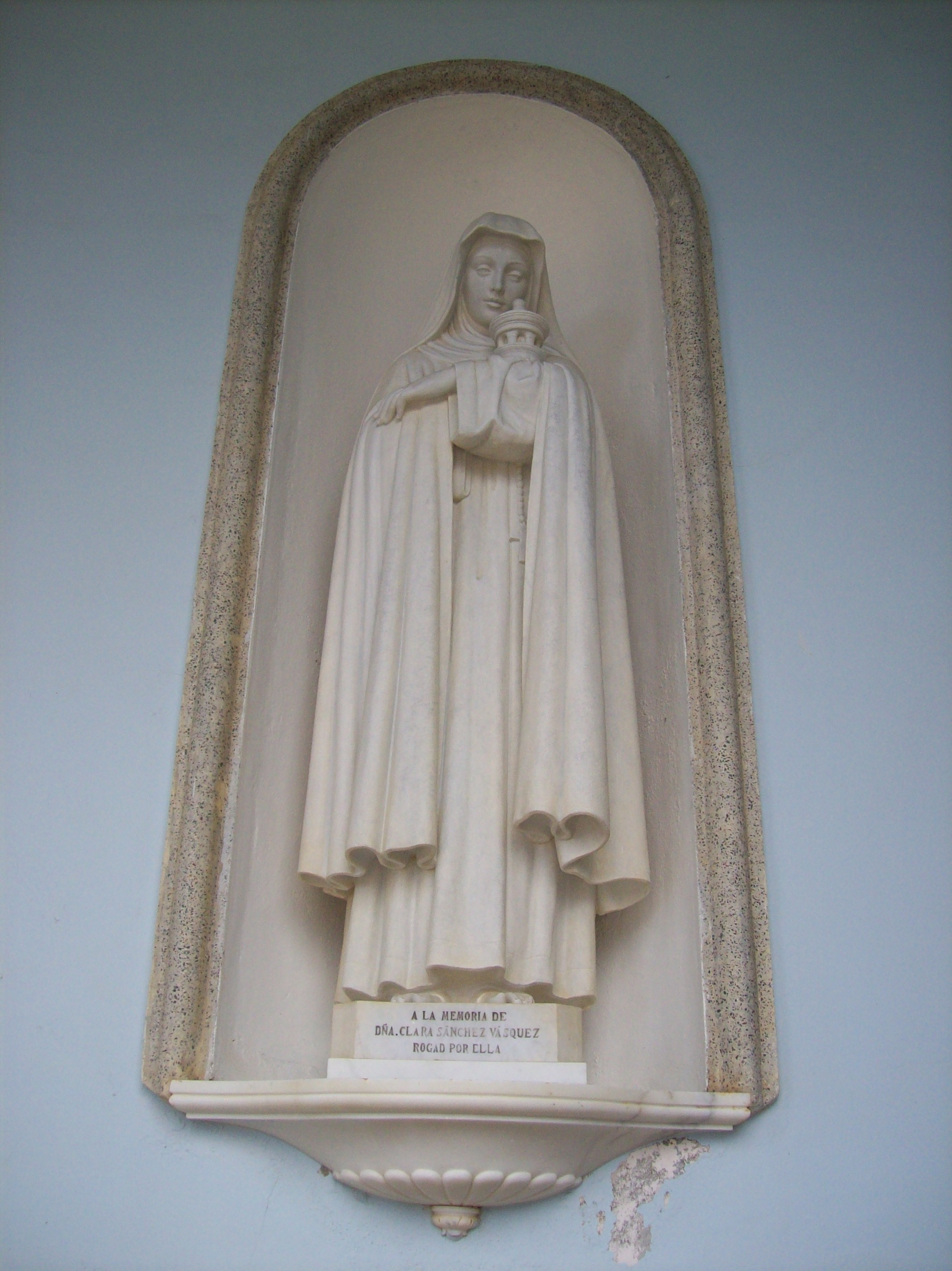
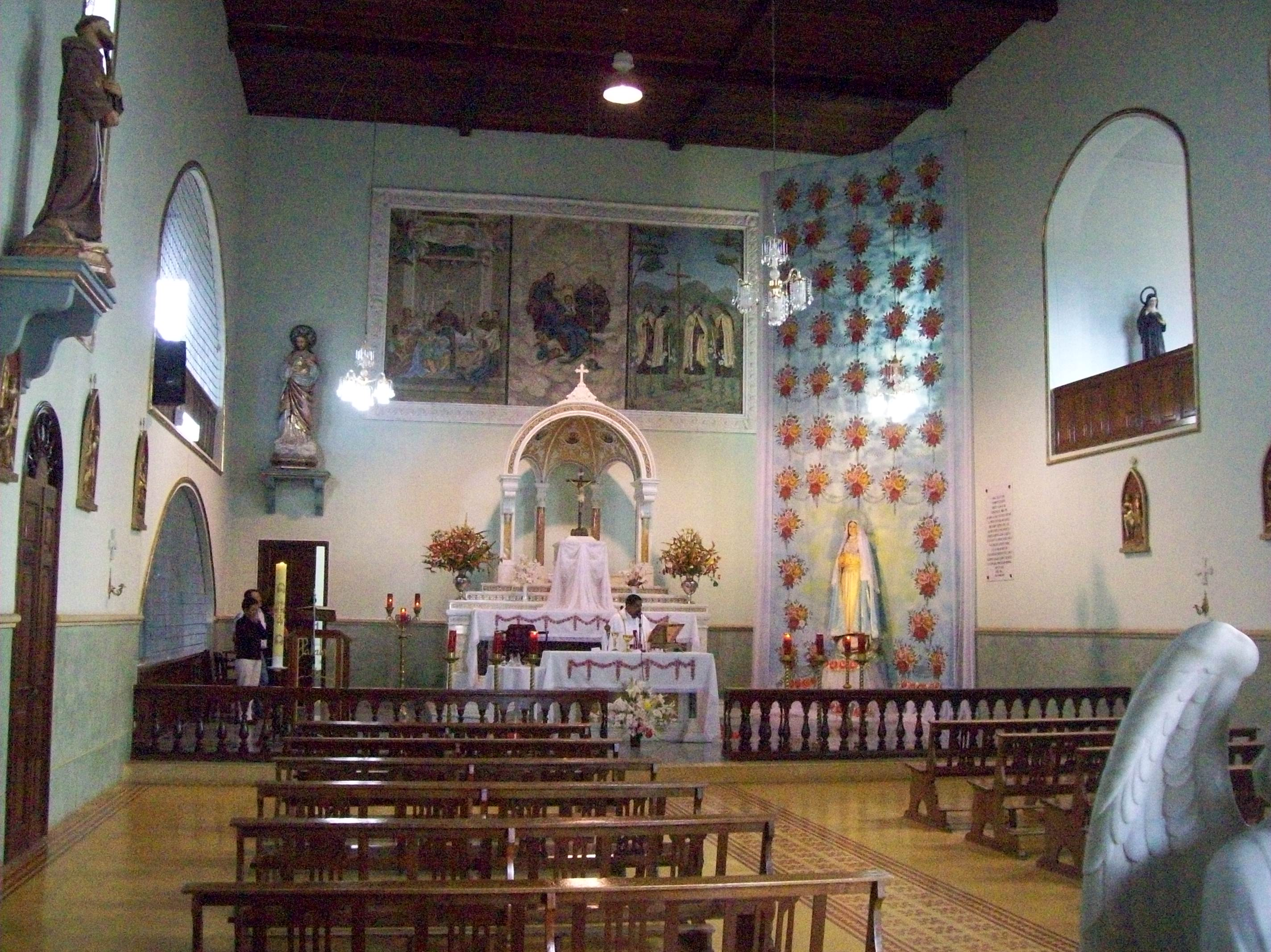
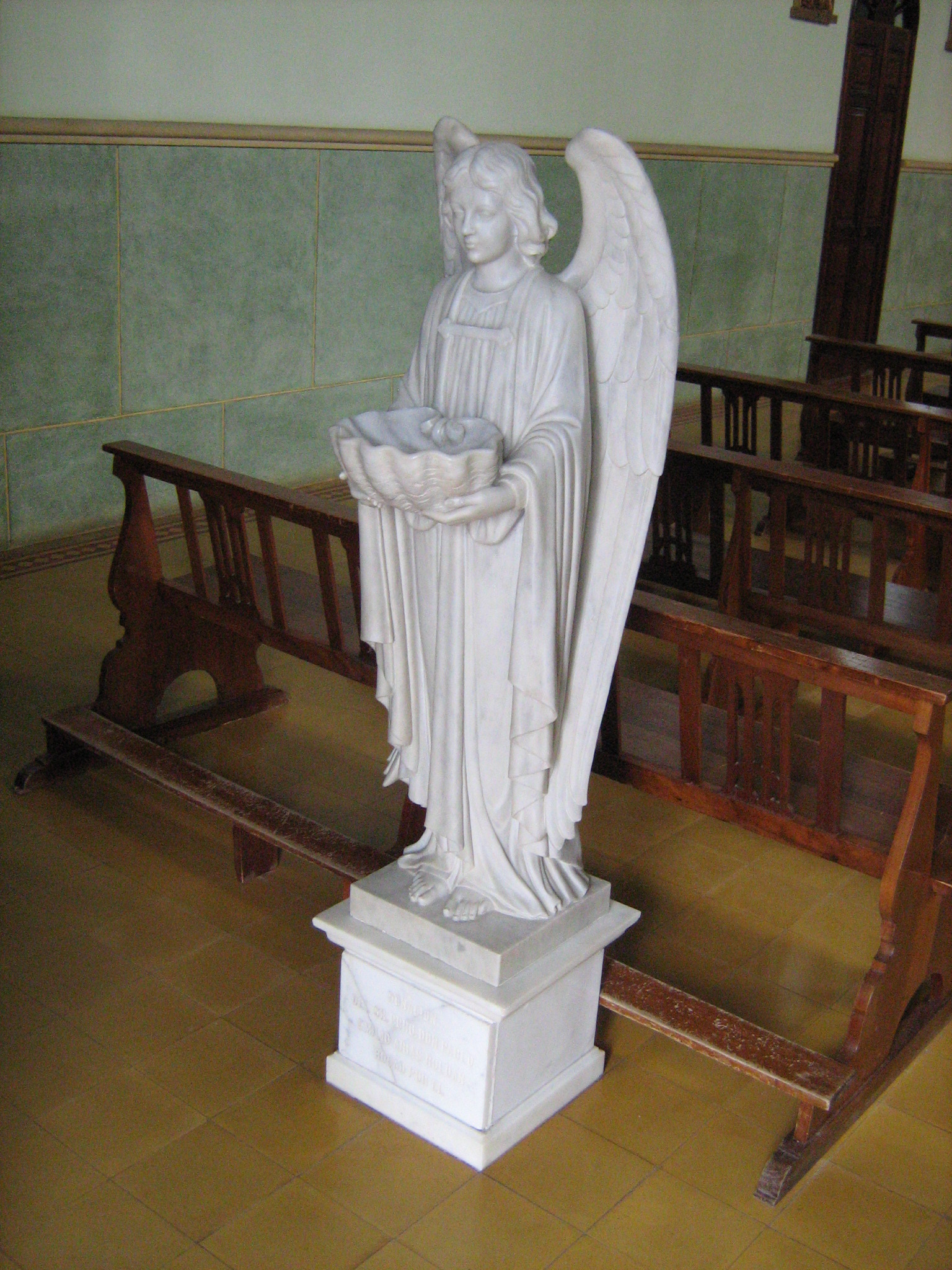
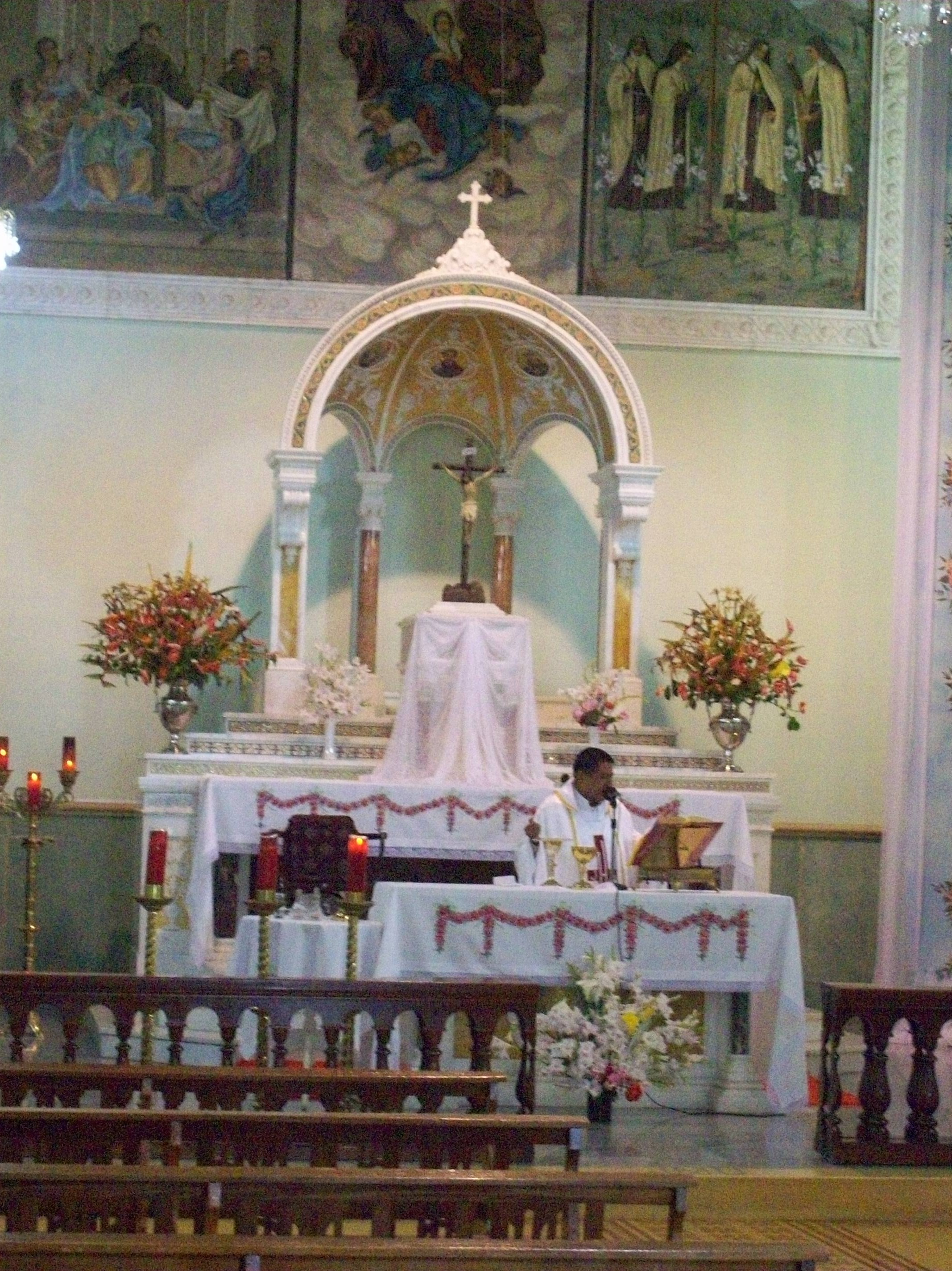